# شورش کننین
شورش کننین (انگلیسی: Kennin Rebellion، یک قیام علیه شوگون‌سالاری کاماکورا ژاپن بود که توسط خاندان جو به رهبری جو ناگاموچی در سال ۱۲۰۱ تحریک شد. شورش اولیه در پایتخت هی‌آن-کیو رخ داد، اما به راحتی در هم کوبیده شد، در نتیجه شوگونی‌ها نیروهای باقی مانده خاندان جو را در ولایت اچیگو، به عنوان فرمانده طرف شورشی، نابود کردند.